# أول طابع بريدي للإمبراطورية الروسية
كان أول طابع بريدي للإمبراطورية الروسية طابعًا بريديًا صدر عام 1857، واستعمل داخل أراضي الإمبراطورية الروسية عام 1858. وكان طابعًا غير مثقوب بقيمة 10 كوبيك يصور شعار النبالة لروسيا، وطبع باستعمال آلة طباعة المحارف المنضدة باللونين البني والأزرق.

## التاريخ
في عام 1851، أُرسل رئيس النقل البريدي بالسكك الحديدية، أليكسي تشاروكوفسكي، إلى الخارج لدراسة تجربة استخدام الطوابع البريدية.
وبعد زيارتهِ لكل من إنجلترا وفرنسا وبلجيكا وهولندا وإيطاليا والنمسا وسويسرا وألمانيا وجمع معلومات كثيرة، عاد إلى روسيا عام 1852. إلا أن حرب القرم أعاقت الابتكارات في مجال البريد. ولكن في عام 1855، قدّم تشاروكوفسكي طلبًا إلى القائد العام لدائرة البريد، الكونت فلاديمير أدليربيرغ (1791-1884) مشروعٌ يُفصّل أنشطة إدخال الطوابع اللاصقة في روسيا. ووفقًا لخطة تشاروكوفسكي، كان من المفترض أن تكون طوابع البريد الروسية دائرية الشكل مع وضع ثقب حول الصورة، وأن تُصوّر شعار الإمبراطورية الروسية مطبوعًا بألوان قليلة. علاوةً على ذلك، كان لا بد من حماية أنواع الورق من التزوير. وقد تمت الموافقة على المشروع في 12 نوفمبر 1856.
في هذه الأثناء، في 30 يوليو 1856، طبعت أولى طوابع "العينة" تحت إشراف رئيس قسم الطباعة في بعثة تخزين الأوراق الرسمية (ESSP)، جاك رايشل (1780-1857). وكانت الطوابع تحمل تصميمين: شعار الإمبراطورية الروسية، ورأس عطارد.

مقالات رايشل عن أول طوابع
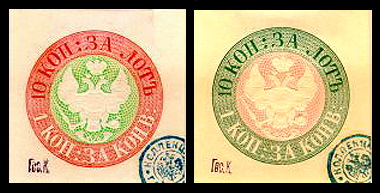
نوع شعار النبالة الروسي
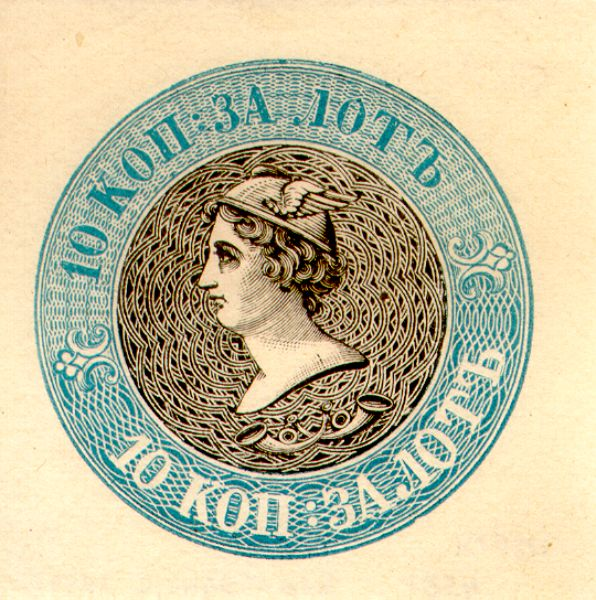
نوع رأس عطارد

كانت الطوابع دائرية الشكل. وذلك لأن شاروكوفسكي اقترح أن الطابع المستطيل الملصق بإهمال على ظرف بريدي قد يعلق بزاويتهِ بصندوق بريد أو رسائل أخرى ويتقشر. وهذا بدوره قد يؤدي إلى إعادة الرسالة إلى المرسل، وقد يتطلب الإعلان عن ذلك في الصحف أيضاً. وقد طُبع كل نوع من الطوابع بأربعة ألوان: الأخضر والأزرق والأسود والقرمزي. ومع ذلك، لم تُعتمد هذه الطوابع في النهاية كطوابع رسمية.

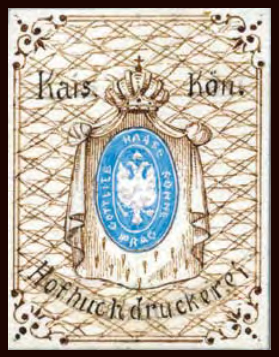
نموذج طابع بريدي نمساوي من صنع غوتليب هاس وأولاده، استخدمه كيبلر كنموذج أولي. أهداها نيكولاس الثاني إلى أغاثون فابرجيه.

تم إنشاء تصميم جديد لأول طابع بريدي روسي، على شكل مستطيل، من قبل النقاش الرئيسي في ESSP فرانز (فيودور) كيبلر، الذي قدمه للنظر فيه في 21 أكتوبر 1856. وأثناء تحضيره لرسم الطابع، فحص كيبلر بعناية جميع المواد التي أحضرها شاروكوفسكي من الخارج، بما في ذلك التصاميم الأصلية ونماذج طوابع من بلدان مختلفة. كنموذج أولي لتصميم طابع البريد الروسي، استخدم كيبلر نموذج طابع من إنتاج شركة غوتليب هاسه وأولاده في براغ، والذي كان مقترحًا للطوابع النمساوية ذات الشكل المستطيل.

## الطباعة والإنتاج
في 20 أكتوبر 1857، وافق ألكسندر الثاني على طباعة ثلاث طوابع بريدية ثنائية اللون من فئات 10 و20 و30 كوبيك. وفي 9 نوفمبر، أمر الإمبراطور بتسميتها "طوابع بريد" بدلاً من "طوابع ستمبل". وبدأ تصنيع طوابع العشرة كوبيك في نوفمبر. وطُبع أول طابع بريدي روسي على ورق أبيض مصنوع يدويًا، يحمل علامة مائية على شكل الرقم "1"، بارتفاع 15 مم. وبما أن آلة التثقيب التي طُلبت من مطبعة الدولة النمساوية في فيينا لم تُستلم إلا في 19 نوفمبر، وكانت في حالة سيئة، فقد تقرر تسليم جزء من طوابع العشرة كوبيك المطبوعة والمثقوبة إلى إدارة البريد لتوزيعها على المقاطعات.
أُنتجت الطوابع باستخدام مطبعتين. استُلمت واحدة من برلين، واستُخدمت لطباعة الشكل البيضاوي الأزرق الذي يحمل شعار النبالة الروسي المنقوش وشعار مكتب البريد. طُبع الإطار البني لتصميم الطابع باستخدام المكبس الثاني.

## الترويج والتعميم
صدر أول طابع بريدي روسي رسميًا في 22 ديسمبر (10 ديسمبر) 1857، بموجب تعميم إدارة البريد "بشأن إصدار الطوابع البريدية للاستخدام العام"، والذي تضمن أيضًا ما يلي:
(ابتداءً من 1 يناير من العام التالي 1858، تُرسل الرسائل الخاصة المعتادة إلى جميع أنحاء الإمبراطورية، ومملكة بولندا، ودوقية فنلندا الكبرى، في مظاريف عادية أو بدون مظاريف، مع كتابة العناوين فقط على الرسالة نفسها، مع طابع بريدي مطابق لوزن الرسالة).
طُرحت الطوابع للبيع في 10 ديسمبر 1857، لكن بدأ استخدامها رسميًا لدفع المراسلات الداخلية في روسيا في 1 يناير 1858، وفي 1 مارس 1858 في القوقاز، وما وراء القوقاز، وسيبيريا. منذ ذلك الحين، أُرسلت جميع الرسائل الخاصة فقط بالطوابع البريدية التي أُلغيت بخطين متقاطعين. ويرجع ذلك إلى أن تزويد مكاتب البريد العديدة بالطوابع البريدية استغرق وقتًا طويلاً، وأمر قسم البريد بإلغاء الطوابع بالقلم والحبر، متبعًا بذلك الممارسة السابقة المتمثلة في إلغاء الأظرف المختومة. طُبع ما مجموعه 300,000 طابع.
كان لا بد من استخدام أول طابع بريدي من فئة 10 كوبيك للرسائل التي يصل وزنها إلى دفعة واحدة (حوالي 12.8 غرامًا). تبع ذلك في 10 يناير طوابع بريدية مثقبة من فئة 20 كوبيك و30 كوبيك بنفس التصميم ولكن بألوان مختلفة، بالإضافة إلى نسخة مثقبة من طابع فئة 10 كوبيك. كان الورق في الأصل يحمل علامة مائية برقم عديم اللون، ولكن سرعان ما تم التخلي عن هذه العلامة، وأصبحت المطبوعات اللاحقة عام 1858 على ورق منسوج عادي.

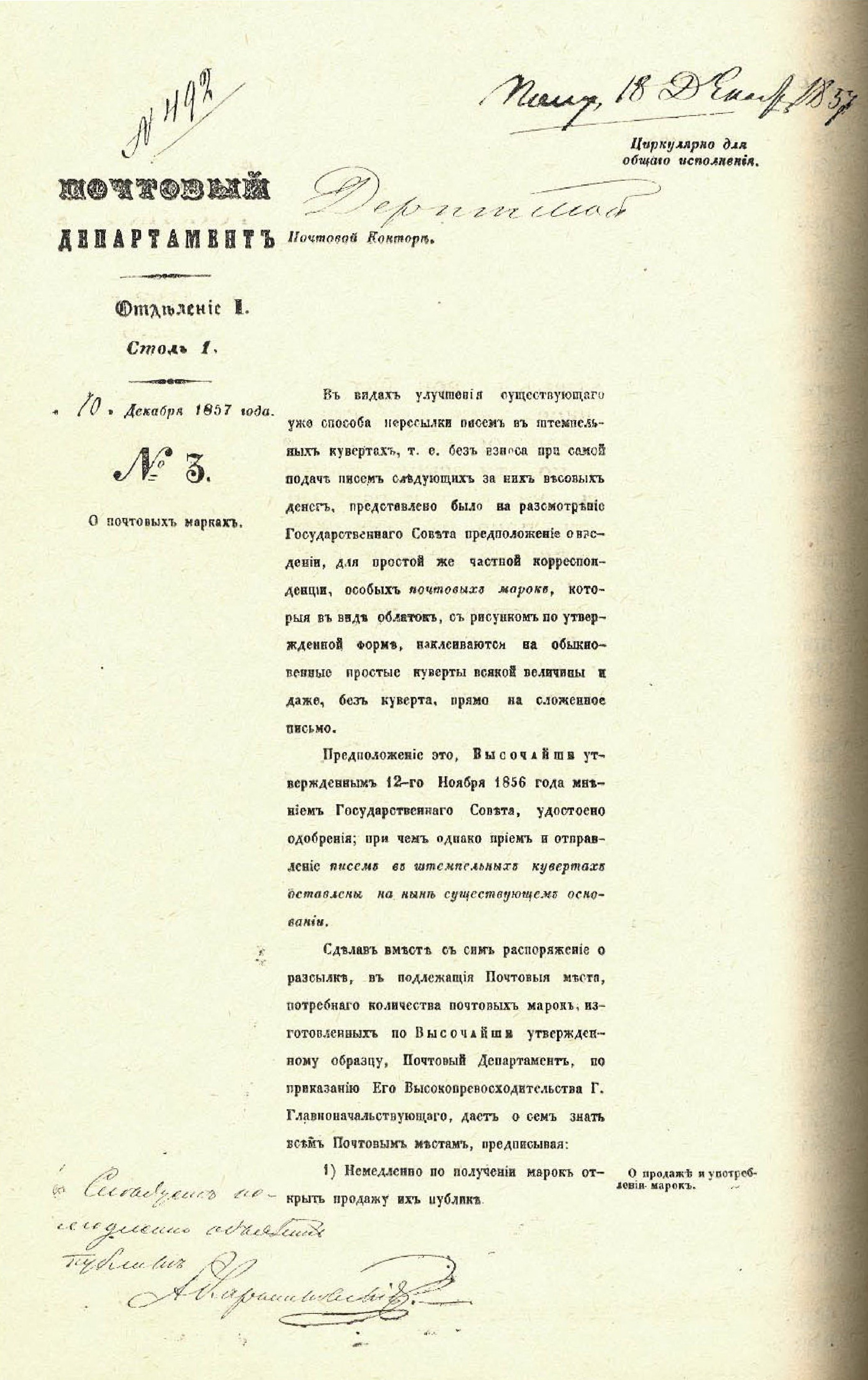
التعميم رقم 3 بشأن طوابع البريد الصادرة عن إدارة البريد الروسية في 10 ديسمبر 1857
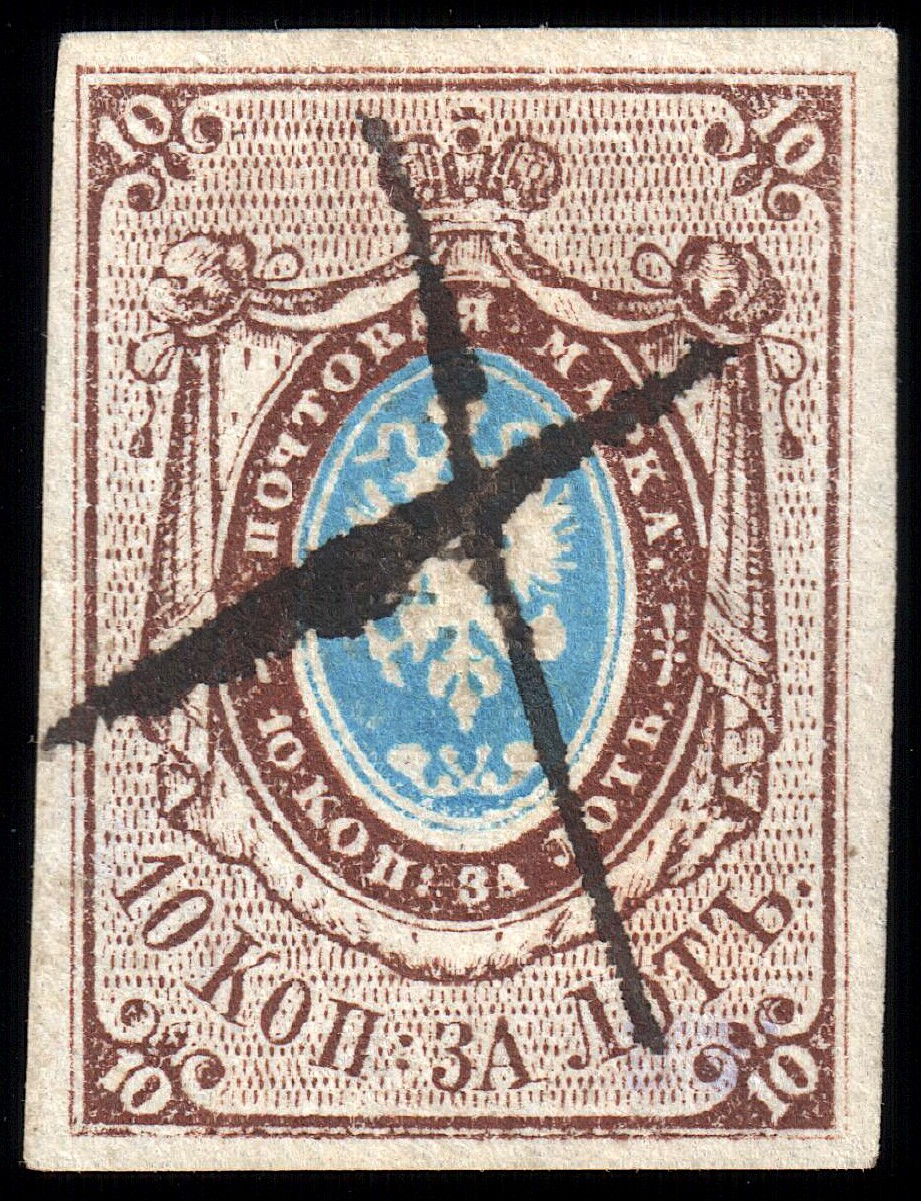
أول طابع بريدي روسي إلغاء القلم

## إحياء ذكرى
أصدرت هيئات البريد في الاتحاد السوفيتي، وروسيا حاليًا (البريد الروسي)، بشكل متكرر طوابع تذكارية، وأوراقًا مصغرة، وبطاقات بريدية، وغيرها من المواد الطوابعية. كما نُظمت معارض للطوابع وفعاليات أخرى لا تُنسى في مجال الطوابع. ويُعد البحث في تاريخ أولى طوابع الإمبراطورية الروسية موضوعًا للعديد من المنشورات، بما في ذلك مقالات الصحف والمجلات والكتب.

الذكرى المئوية لأول طابع بريدي روسي، الاتحاد السوفييتي، 1957
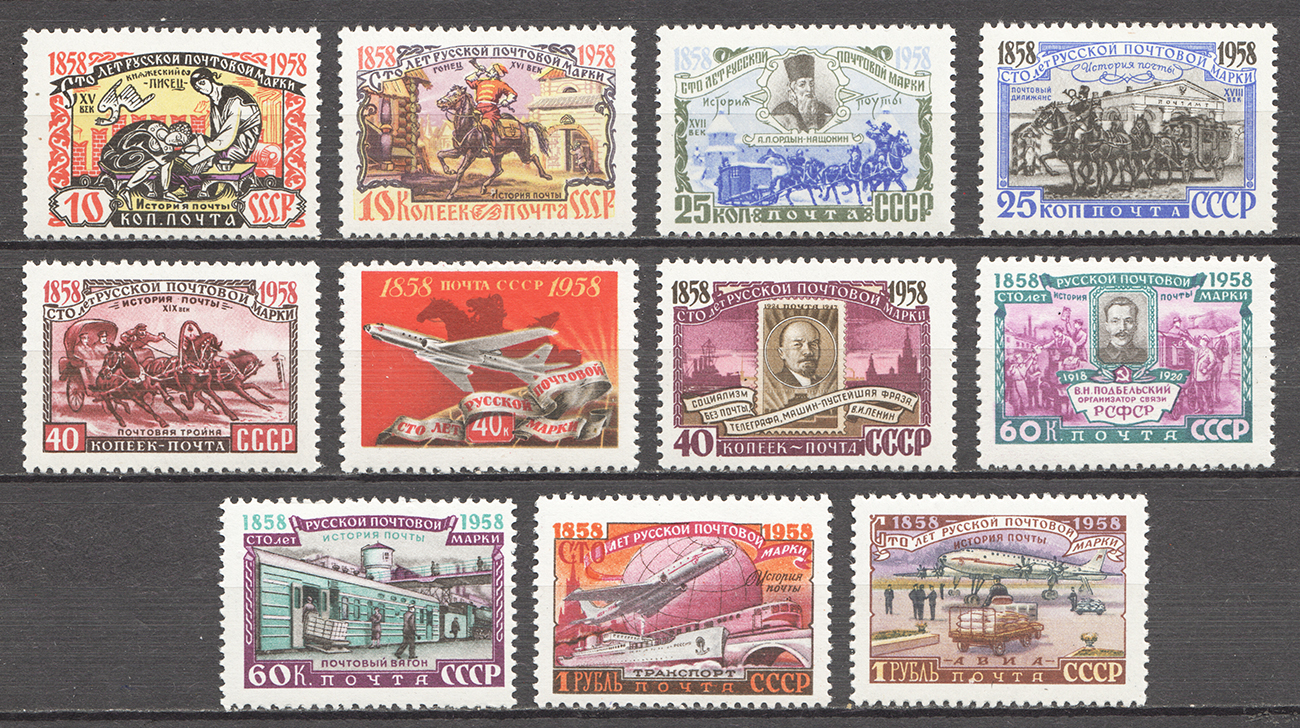
مجموعة كاملة من الطوابع مع مشاهد التاريخ البريدي
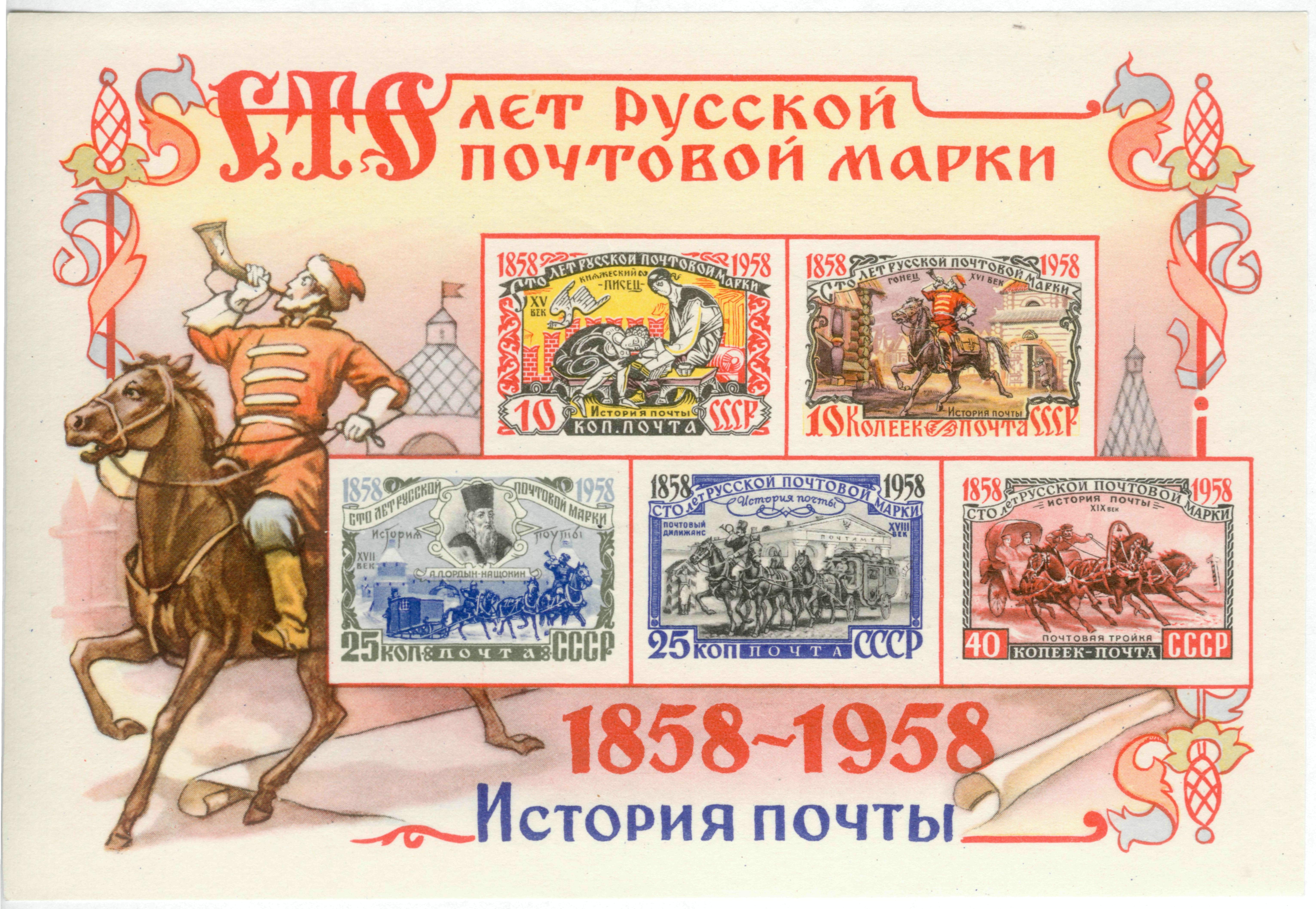
ورقة مصغرة تحتوي على مشاهد تاريخية بريدية
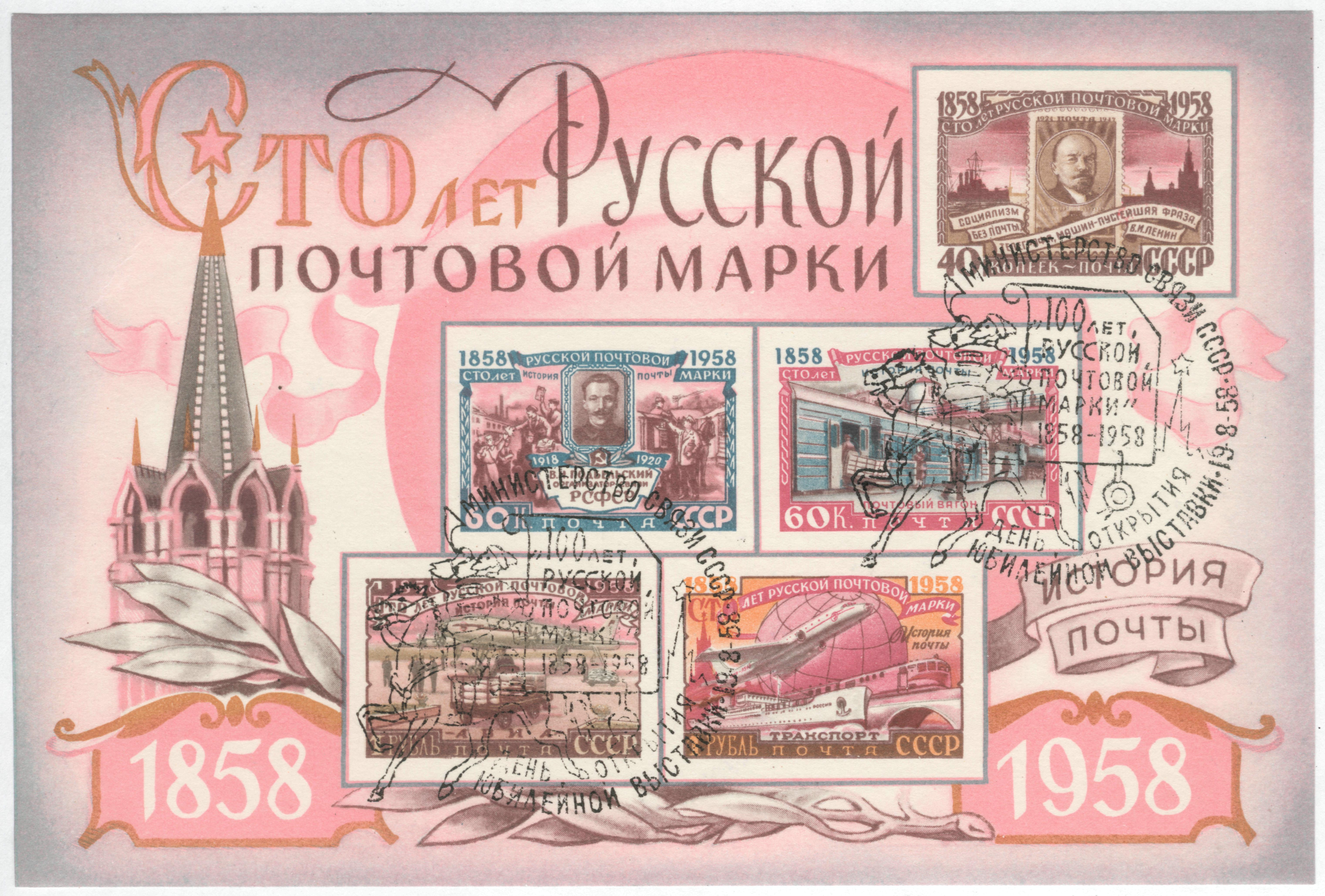
ورقة مصغرة عن تاريخ البريد السوفييتي

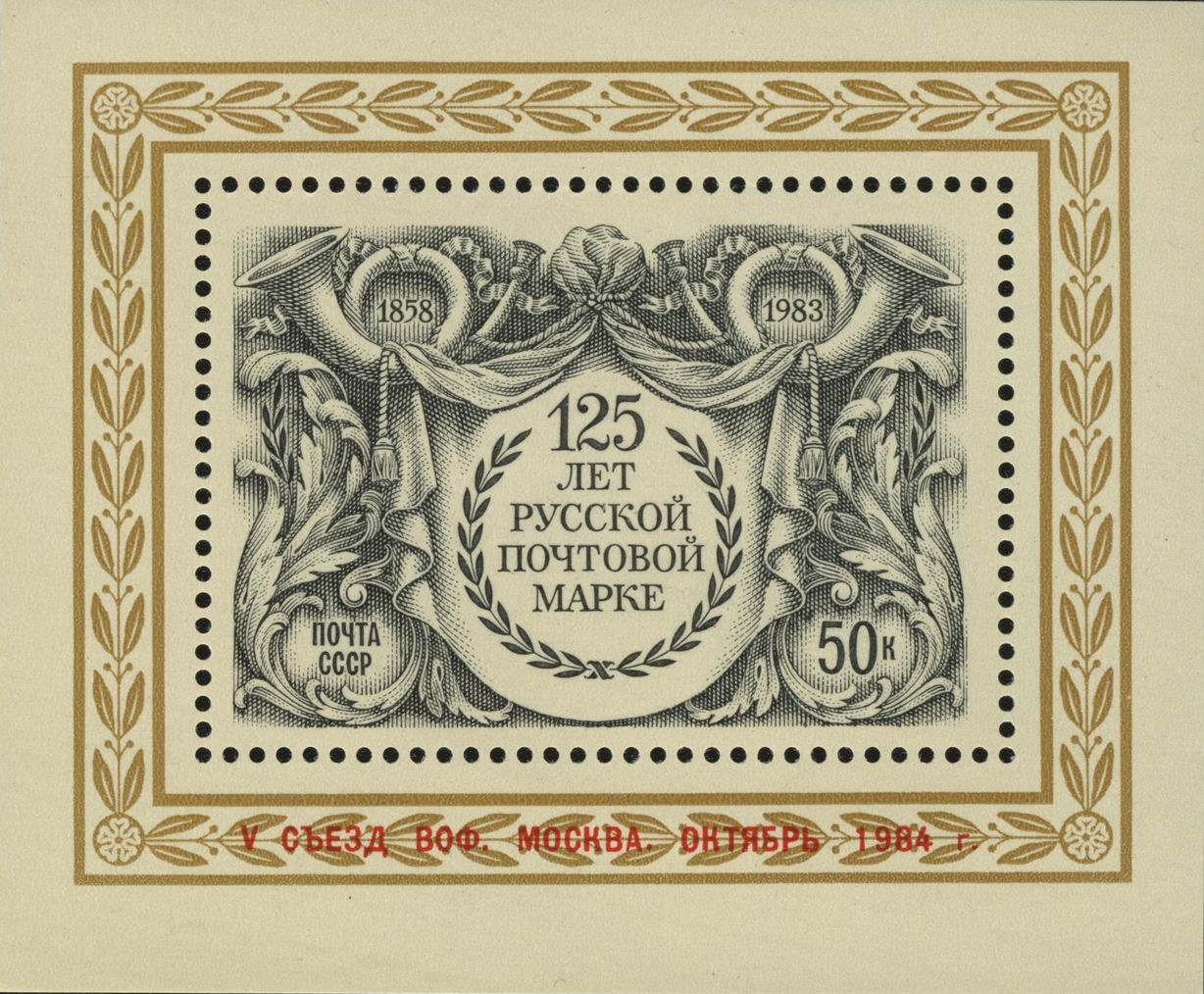
الذكرى السنوية الـ 125 لأول طابع بريدي روسي، 1983، ورقة مصغرة من الاتحاد السوفييتي مطبوعة عليها فيما يتعلق بالمؤتمر الخامس لجمعية هواة جمع الطوابع في عموم الاتحاد عام 1984
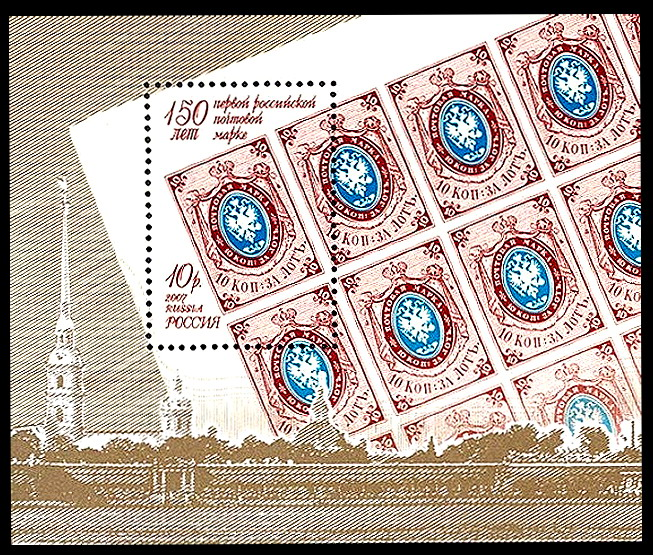
الذكرى السنوية الـ 150 لأول طابع بريدي روسي، الاتحاد الروسي ورقة مصغرة، 2007

## التزوير والتزييف
تبدأ عمليات التزوير بطابع أصلي، يُغيّر بطريقة ما لزيادة قيمته لدى هواة جمع الطوابع. أحيانًا، لا تؤثر سوى تغييرات طفيفة على القيمة الظاهرية للطابع. تُعد النسخ الأصلية غير المستخدمة من هذا الطابع نادرة للغاية، ولا يُعرف إلا عدد قليل جدًا من الطوابع التي تحمل صمغًا أصليًا. حوالي نصف طوابع عام 1857 المستعملة تحتوي على نقش بالقلم، والذي يُعرف أنه قد أُزيل في بعض الحالات.
توجد عمليات تزوير كاملة بدأ فيها المزور من الصفر ونقش لوحة جديدة تمامًا. والنتيجة النهائية هي في الغالب طباعة حجرية بدائية بدون علامة مائية تُظهر خلفية مختلفة من خطوط عمودية مرسومة بشكل سيئ، دون الخطوط المتناوبة الدقيقة المكونة من ضربات أو نقاط قصيرة في النسخ الأصلية.